# NGC 193
NGC 193 est une galaxie lenticulaire située dans la constellation des Poissons. NGC 193 a été découverte par l'astronome germano-britannique William Herschel en 1786.

## Caractéristiques
Sa vitesse par rapport au fond diffus cosmologique est de 4 070 ± 28 km/s, ce qui correspond à une distance de Hubble de 60,0 ± 4,2 Mpc (∼196 millions d'al).
À ce jour, quatre mesures non basées sur le décalage vers le rouge (redshift) donnent une distance de 47,225 ± 4,670 Mpc (∼154 millions d'al), ce qui est à l'extérieur des valeurs de la distance de Hubble.
Selon la base de données Simbad, NGC 193 est une radiogalaxie.

## Trou noir supermassif
Basée sur la vitesse interne de la galaxie mesurée par le télescope spatial Hubble, la masse du trou noir supermassif au centre de la galaxie NGC 193 serait comprise entre 130 et 560 millions de {\displaystyle M_{\odot }}.